# Geografía de Botsuana

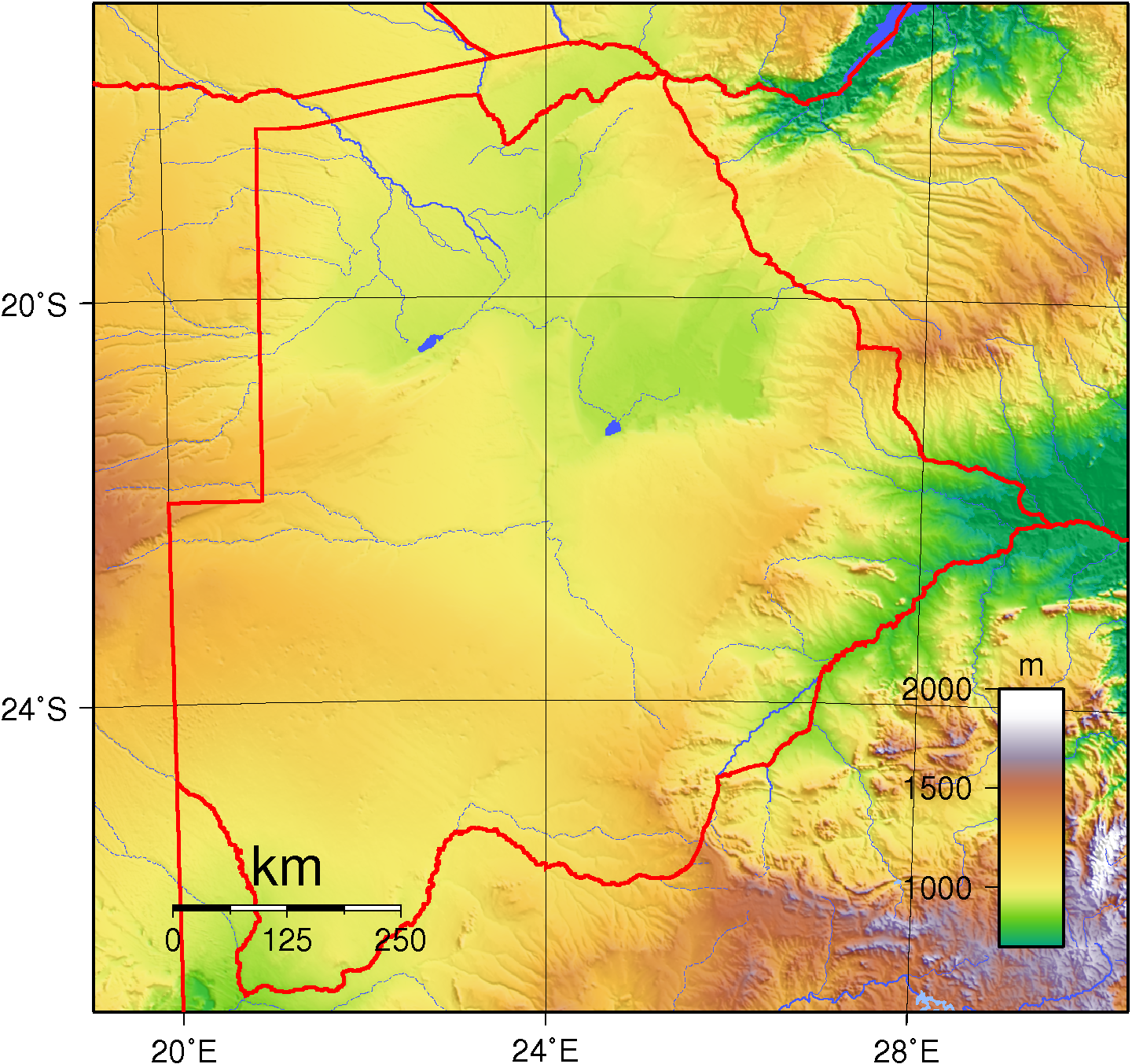
Mapa topográfico de Botsuana

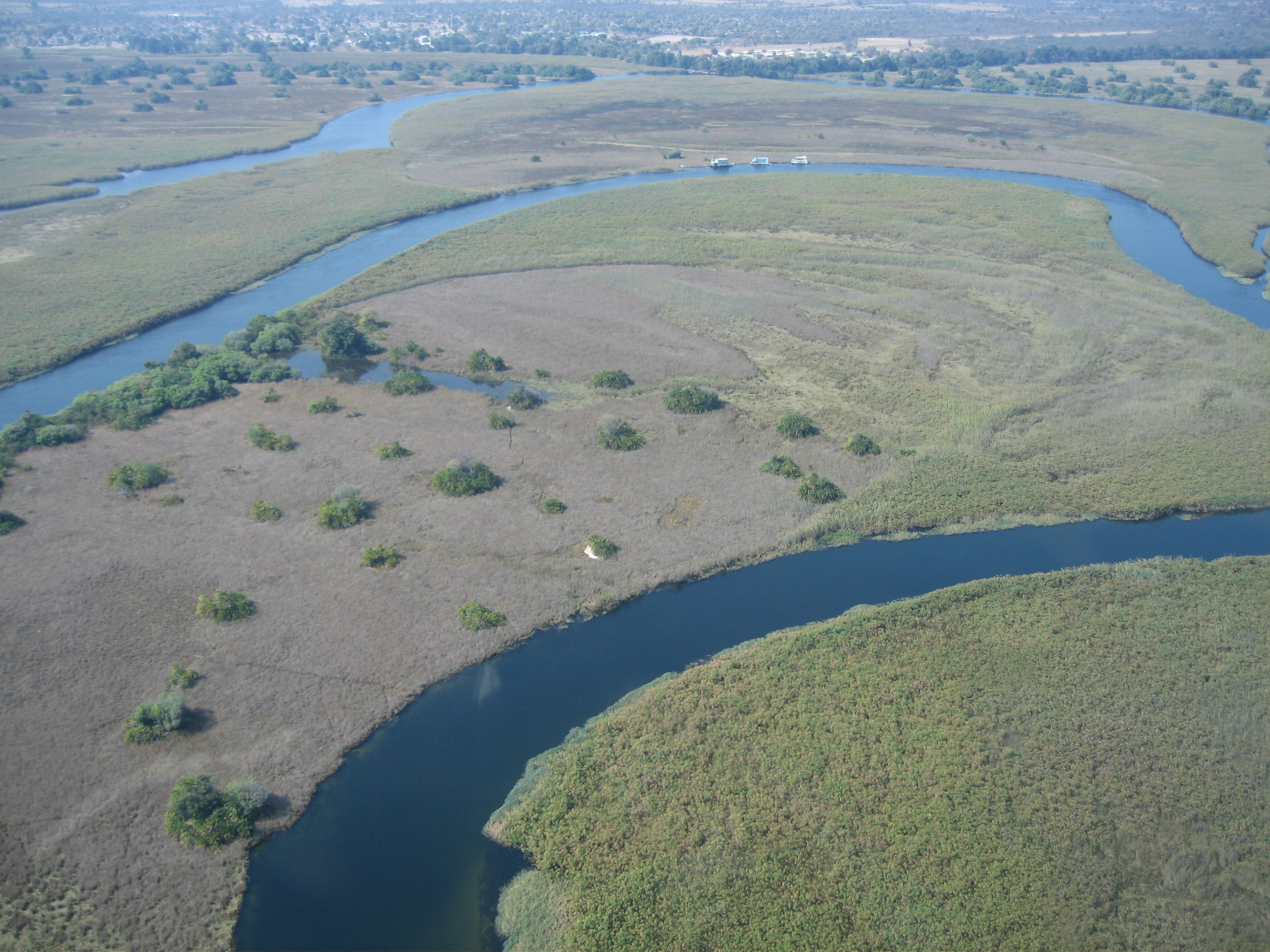
Vista aérea del delta del Okavango

Botsuana limita al norte con Zambia, al este con Zimbabue, al sur con Sudáfrica y al oeste y al norte con Namibia. El país está dominado en gran medida por el desierto del Kalahari, el desierto más meridional de África, que domina en especial el sudoeste del país.
En el norte se encuentran las cuencas pantanosas del Makgarikgari y del Okavango. Una gran extensión de sabanas, donde se desarrollan la ganadería y la agricultura (principales actividades económicas del país), marca la transición de las estepas desérticas del SO y los bosques del N y el NE. Los ríos más importantes son el Okavango, el Limpopo y el Chobé. Entre los lagos, el Ngami y el Xau.

## Relieve e hidrografía
El paisaje de Botsuana oscila entre predominantemente llano y una meseta ligeramente ondulada, con algunas colinas más altas. Al sudoeste y en el centro se encuentra el desierto de Kalahari. En el noroeste se halla el delta del Okavango, y en el nordeste y centro norte se encuentran los salares de Makgadikgadi. Este salar fue la primera zona habitada por el ser humano. Los amplios humedales estacionales están formados por grandes salares, entre los que destacan el salar de Nwetwe, el salar de Sua y el salar de Nxai.
El punto más bajo de Botsuana es el lugar de unión de los ríos Limpopo y Shashe, a 513 mm, en la frontera con Zimbabue y Sudáfrica. El punto más alto es el monte Monalanong, a 1.494 m, en una zona de altiplanos cubierta de bosque, en el sudeste, cerca de Gaborone. Otros puntos igualmente altos son la mole de granito de cercano cerro Otse, de 1.491 m, al sur del anterior, junto a la ciudad de Otse, y, en el otro extremo del país, las colinas de Tsodilo, al noroeste, un grupo de rocas que se elevan sobre la planicie al oeste del delta del Okavango, hasta los 1.400 m, y que los bosquimanos consideran lugar sagrado.
El país se divide en cuatro cuencas principales, las cuales a veces se solapan debido a la naturaleza del paisaje y el clima.
El río Chobe, en la frontera con la Franja de Caprivi, en el nordeste, con una zona pantanosa donde se ha creado el parque nacional de Chobe, y que desemboca en el río Zambeze. Antes de llegar a Botsuana recibe el nombre de río Cuando y luego de río Linyanti.
El delta del Okavango, en el noroeste, que forma parte de la cuenca del Okavango y que es una de las reservas de vida salvaje más importantes del mundo. El río Okavango, procedente de Angola, muere en el desierto después de inundar una gran región, un delta interior que oscila entre los 15.000 y los 22.000 km² en época de crecida.
La cuenca del río Limpopo, que forma la frontera sudeste con Sudáfrica y recibe por la izquierda, procedentes de Botsuana, a los ríos Notwane, Bonwapitse, Lotsane, Motloutse y Shashe.
Las regiones del sur y el sudoeste, las más secas, drenan en el río Nossob, que marca la frontera con Sudáfrica procedente de Namibia, al sudoeste, recibe al río Auob en el extremo sur del Parque transfronterizo de Kgalagadi, y desemboca en el río Molopo, afluente del río Orange.
En Botsuana, salvo los ríos Chobe, Okavango, Boteti y Limpopo, los demás se secan durante la época invernal.

## Clima

Mapa de Köppen de la clasificación climática de Botsuana. En rojo, desierto cálido; en calabaza, semiárido.

El clima de Botsuana es semiárido, debido a la cortedad de la estación de las lluvias. Sin embargo, la relativa altitud del país, una media de 1000 m, y su situación continental le dan un clima subtropical. Está demasiado lejos de las masas de aire húmedo la mayor parte del año. La estación seca dura de abril a octubre en el sur y hasta noviembre en el norte. El invierno dura de mayo a agosto, y es seco y soleado.
El sur de Botsuana está más expuesto a los vientos fríos durante el invierno, de primeros de mayo a finales de agosto, cuando las medias de temperatura son de unos 14.oC. Todo el país tiene medias en verano superiores a los 26.oC. En esa época, el país es ventoso y polvoriento.
Las áreas más secas se encuentran en el sudoeste, en el Kalahari, donde caen menos de 300 mm, y en el este, en el valle del Limpopo, donde caen menos de 400 mm. En Tshabong, al sudoeste, caen 308 mm y en los meses fríos y secos, entre mayo y septiembre, las mínimas se acercan a los 0.oC.
Las zonas más húmedas son el norte y el sudeste, donde se encuentra la capital, Gaborone, con 590 mm en 59 días de lluvia al año y 100 mm cada mes entre diciembre y febrero, y menos de 10 mm entre junio y agosto. Las temperaturas oscilan entre los 5.oC y los 23.oC de junio y julio y los 19.oC y los 32.oC de diciembre a febrero.
En el norte, en Kasane, junto a la frontera de Namibia, caen 625 mm en 60 días, con prácticamente 0 mm entre mayo y septiembre, y mínimas de 10.oC esos meses. El delta del Okavango suaviza las temperaturas mínimas a causa de la superficie del agua, pero en la frontera norte puede llegar a hacer frío, y las lluvias pueden ser más abundantes algunos años si las masas de aire proceden del Congo.

## Parques nacionales y zonas protegidas

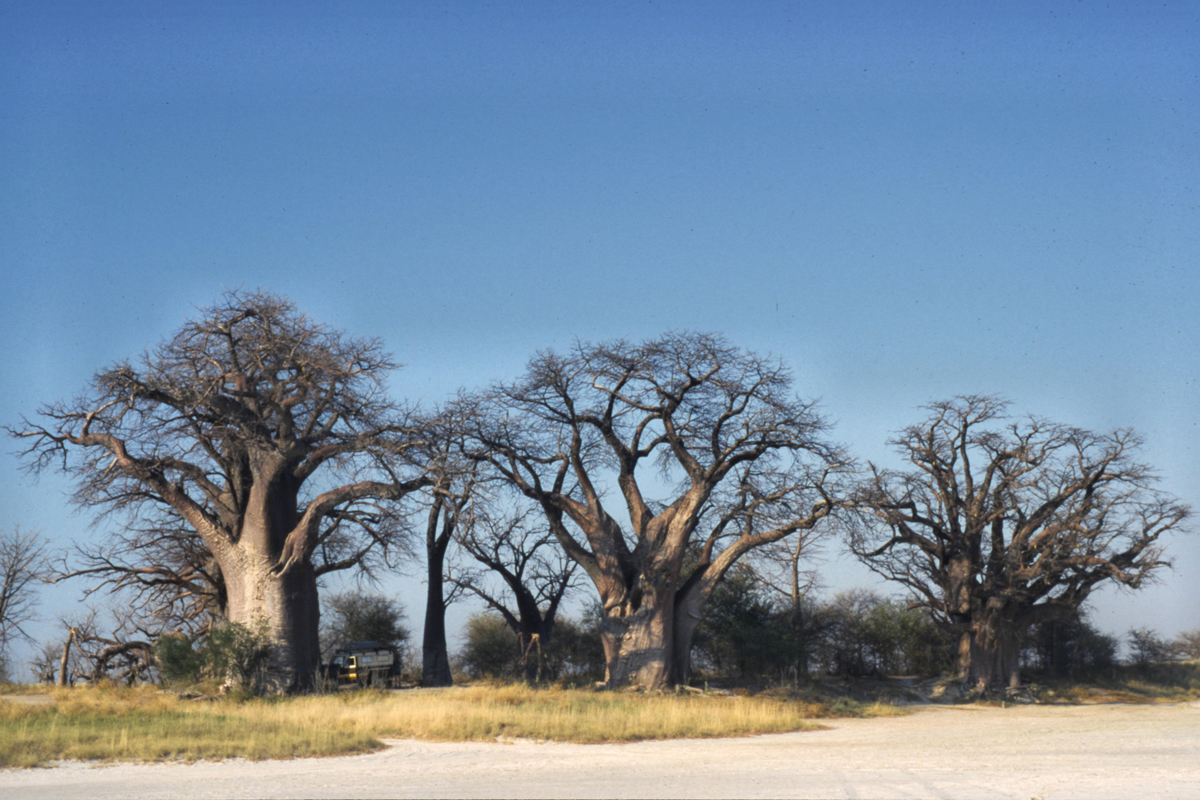
Parque nacional de Nxai Pan con los baobabs de Baines, su descubridor

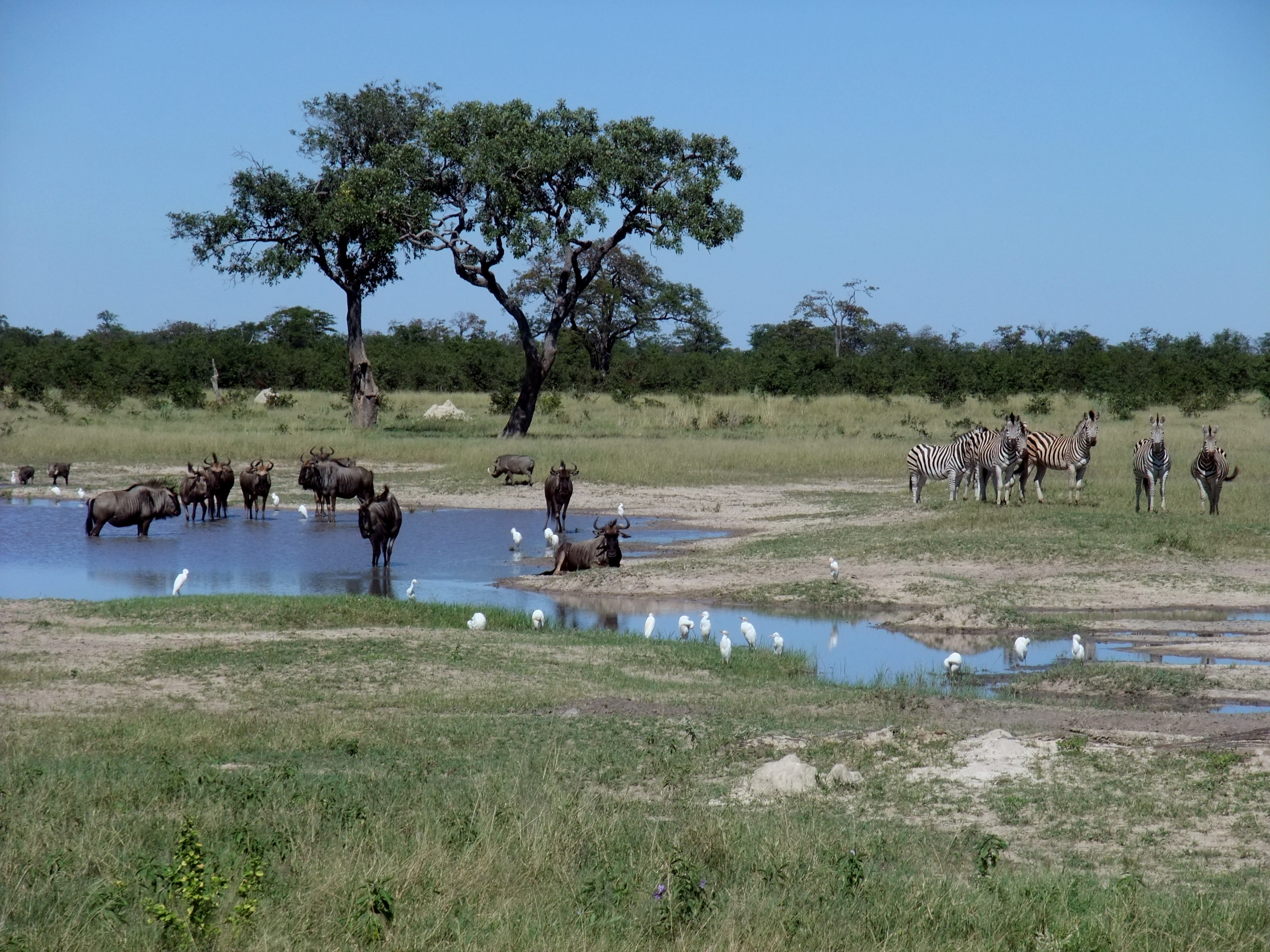
Parque nacional de Chobe

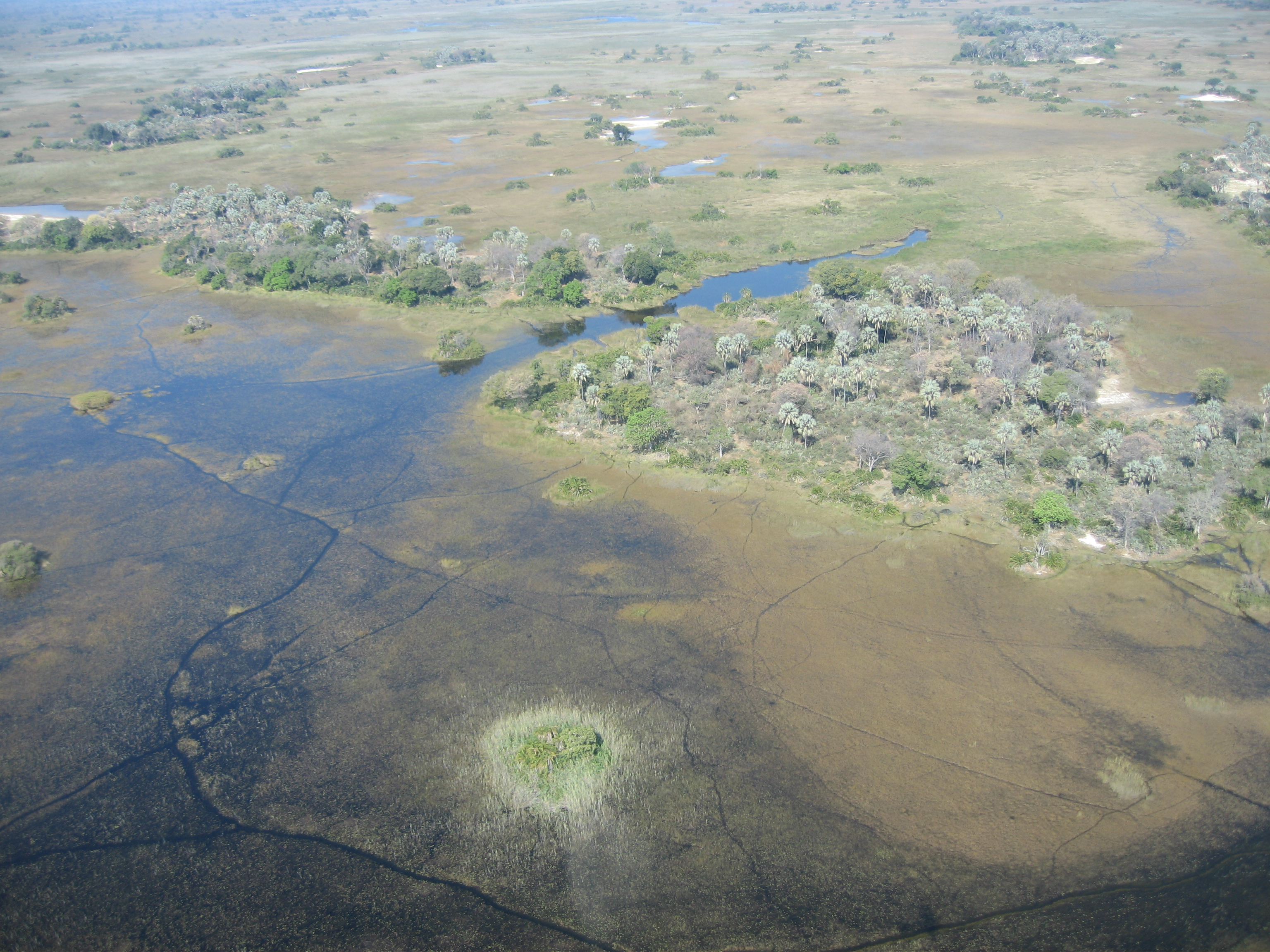
Delta del Okavango

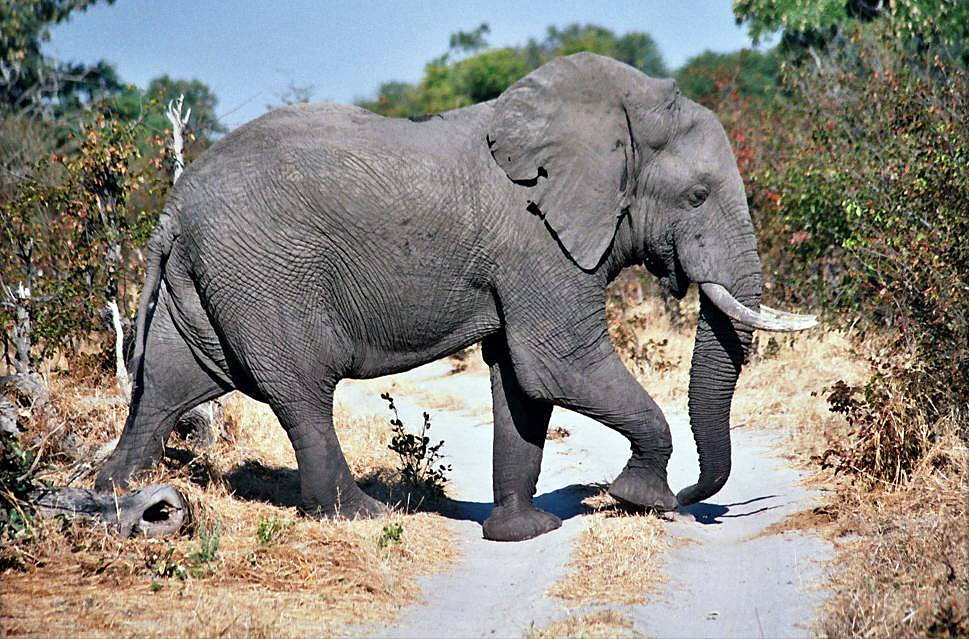
Reserva de caza de Moremi, en el Okavango

Según la UNEP-WCMC (UN Environment World Conservation Monitoring Centre), en Botsuana había, en 2018, un total de 22 áreas protegidas, el 29,14 por ciento del territorio, 169.370 km², en 5 categorías: parques nacionales, de los que hay cuatro; reservas forestales, de las que hay 6; reservas de caza, de las que hay 6; santuarios de aves, de los que hay 3, y santuarios de caza, de los que hay 1. El delta del Okavango está declarado Patrimonio de la humanidad, y todo el sistema del delta se considera sitio Ramsar.
- Parque nacional de Chobe, 11 000 km², en el norte, cerca de Namibia y Zimbabue. posee cuatro ecosistemas: el área Serondela, una llanura inundada con bosques de caoba y teca con grandes manadas de elefantes; el pantano de Savuti, alimentado por el canal de Savuti, con sabana y pastizales, rinocerontes, kudus, impalas, etc.; el pantano de Linyanti, junto al río Linyanti, elefantes, leones, leopardos y cocodrilos, y una zona seca donde abundan los elands.

- Parque transfronterizo de Kgalagadi, 38.000 km², en el desierto de Kalahari, formado por el parque nacional Gemsbok (26.310 km²), en Botsuana, y el parque nacional Kalahari Gemsbok (9.590 km²), en Sudáfrica. Dunas, escasa vegetación, río secos, leones, leopardos, hienas, antílopes, eland, etc.

- Parque nacional de Makgadikgadi, 4.902 km², sabana seca del nordeste, uno de los mayores salares del mundo, restos de un lago. Forma parte del Kalahari. Flamencos, pelícanos y avestruces.

- Parque nacional de Nxai Pan, 2576 km², otro salar en el nordeste de Botsuana, adjunto al parque nacional de Makgadikgadi, posee baobabs milenarios, que deben su nombre a Thomas Baines, el hombre que los descubrió. Elefantes, jirafas, cebras, leones, etc.

- Reserva forestal de Sibuyu, 1.194 km²
- Reserva forestal de Kasane, 149 km²
- Reserva forestal de Kasane Extension, 641 km²
- Reserva forestal de Kazuma, 195 km²
- Reserva forestal de Chobe, 1.432 km²
- Reserva forestal de Maikaelelo, 532 km²

- Reserva de caza del Kalahari Central, 52.800 km²
- Reserva de caza de Khutse, 2.500 km²
- Reserva de caza Moremi, 4.871 km²
- Reserva de caza de Tuli Norte, 780 km².
- Reserva de caza del embalse de Nnywane, 10 km²
- Reserva de caza de Mannyelanong, 3 km²

- Santuario de aves de Mogobane, 9,4 km²
- Santuario de aves del embalse de Bathoen, 4,7 km²
- Santuario de aves de Nata, 961 km²

- Santuario de caza de Maun, 85 km²

- Reserva de la naturaleza de Mokolodi, 37 km².

El delta del Okavango es un delta interior formado donde el río Okavango encuentra una depresión tectónica en la cuenca endorreica del Kalahari. El agua se embalsa y poco a poco se evapora sin salida. Recibe 11 km³ de agua cada año en época de lluvias, de la que una parte fluye hasta el lago Ngami. La Reserva de caza Moremi es el lado oriental del delta. Se considera una de las siete maravillas del mundo. También es Patrimonio de la Humanidad.